# Danh sách đỉnh núi cao trên 8000 mét

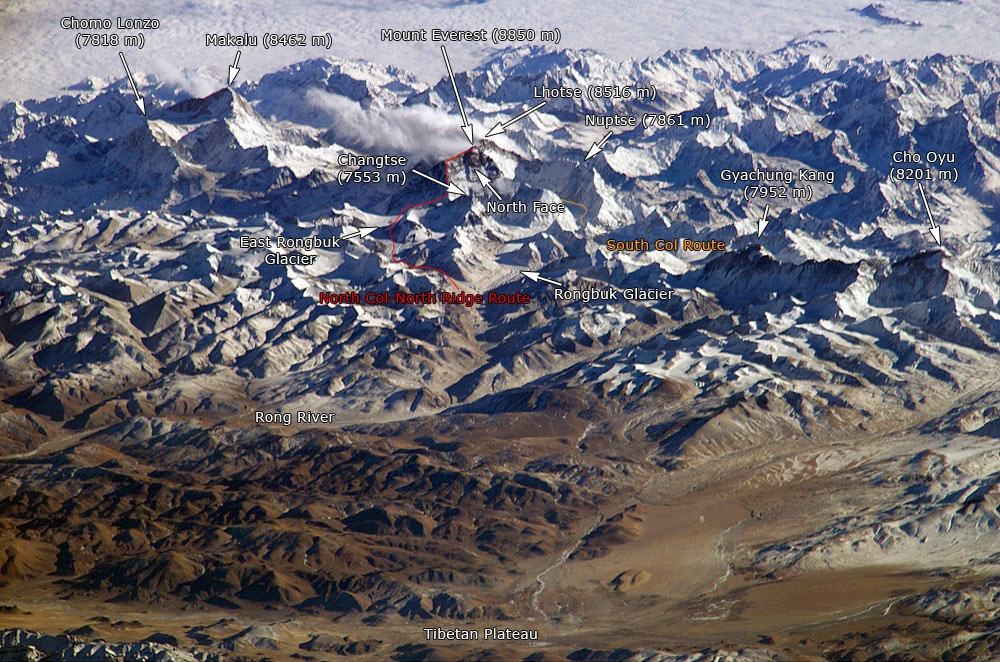
Cho Oyu, Lhotse, Makalu và đỉnh Everest nhìn từ Trạm vũ trụ Quốc tế

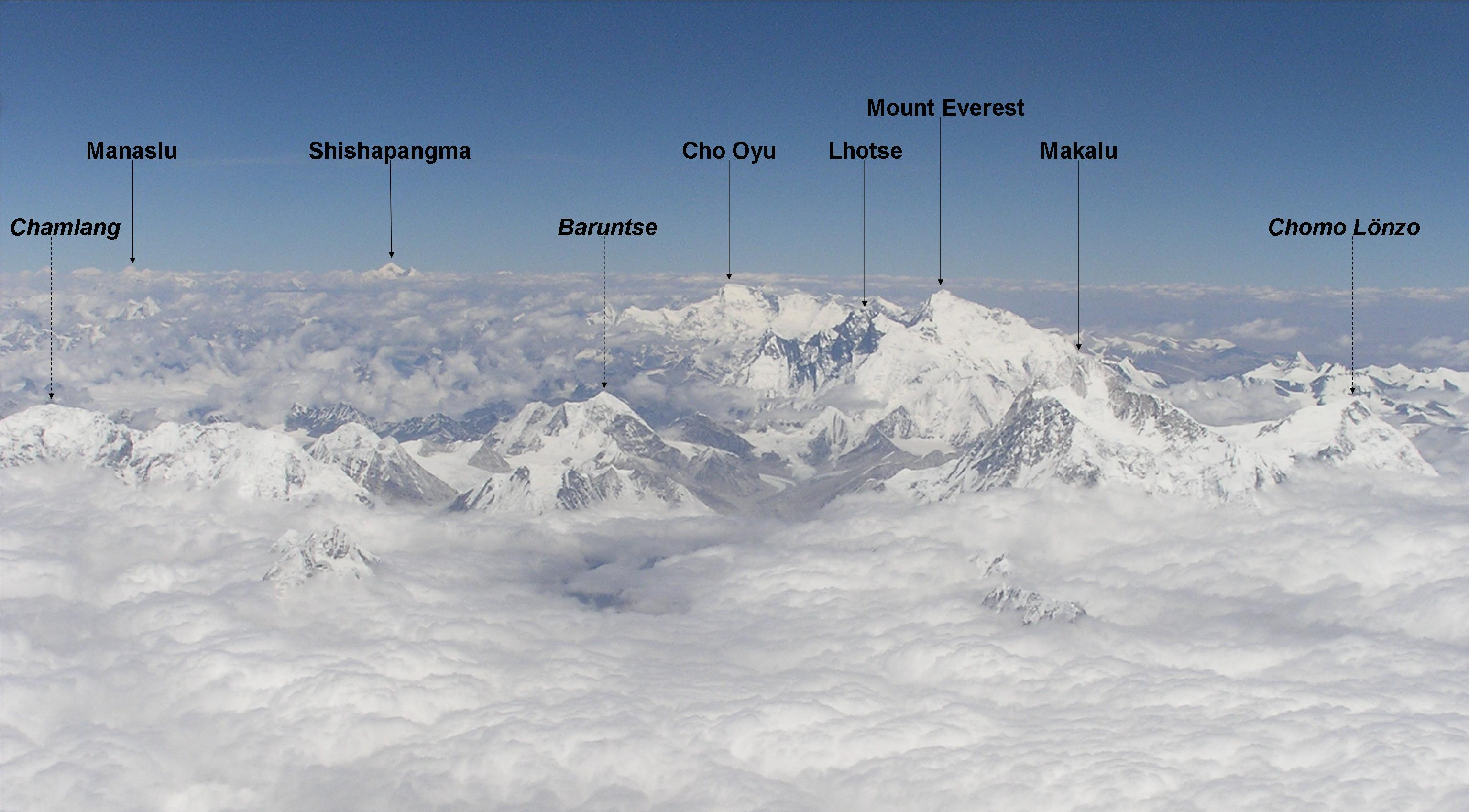
Bay qua vùng Khumbu; có thể thấy sáu đỉnh cao trên 8000 mét và một số đỉnh cao từ 7000-8000 mét

Có 14 ngọn núi độc lập trên Trái đất có đỉnh cao trên 8.000 mét (26.247 ft) so với mực nước biển. Tất cả các ngọn núi này đều thuộc hai dãy núi Himalaya và Karakoram tại châu Á.
Cố gắng vượt qua một đỉnh núi cao trên 8000 mét đầu tiên được ghi nhận là trong chuyến thám hiểm của Albert F. Mummery và J. Norman Collie, họ đã cố đến núi Nanga Parbat tại Kashmir (nay là Gilgit-Baltistan, Pakistan) vào năm 1895; song nỗ lực này đã thất bại khi Mummery và hai Gurkha khác là Ragobir và Goman Singh thiệt mạng vì gặp phải một trận lở tuyết.
Nỗ lực thành công đầu tiên được ghi nhận trong việc leo lên một đỉnh núi cao trên 8000 mét là của Maurice Herzog và Louis Lachenal, họ đã đến đỉnh của Annapurna vào ngày 3 tháng 6 năm 1950.
Người đầu tiên leo lên tất cả 14 ngọn núi có đỉnh cao trên 8000 mét là Reinhold Messner, ông đã hoàn thành công việc này vào ngày 16 tháng 10 năm 1986. Một năm sau đó, năm 1987, Jerzy Kukuczka trở thành nhà leo núi thứ hai làm được điều này. Messner đã đến điểm cao nhất của 14 đỉnh núi mà không cần sự trợ giúp của bình oxy. Phải đến chín năm sau, tức năm 1995, Erhard Loretan mới lặp lại được kỳ tích leo lên đỉnh tất cả 14 ngọn núi có đỉnh cao trên 8000 mét. Tính đến  năm 2011, có 26 người đã leo lên đỉnh 14 ngọn núi này mà không có tranh cãi. Đây là một hành động cực kỳ nguy hiểm và đã có ít nhất bốn người đã thiệt mạng trong khi theo đuổi mục tiêu này. Một người Nepal là Phurba Tashi là người đã thực hiện nhiều chuyến chinh phục các đỉnh cao trên 8000 mét nhiều nhất, với 26 lần leo núi từ năm 1998 đến 2011. Juanito Oiarzabal xếp thứ hai, với tổng cộng 25 lần từ năm 1985 đến 2011.

## Danh sách đỉnh cao trên 8000 mét[3][4]
| Đỉnh                       | Chiều cao biểu đồ     | Vị trí               | Lần leo đầu tiên | Người leo đầu tiên | Lần leo đầu tiên vào mùa đông | Người leo đầu tiên vào mùa đông                          | Số lần leo biểu đồ | Thiệt mạng |
| -------------------------- | --------------------- | -------------------- | ---------------- | --- | ----------------------------- | -------------------------------------------------------- | ------------------ | ---------- |
| Everest                    | 8848,86 m (29.032 ft) | Trung Quốc/ Nepal    | 29/5/1953        | Edmund Hillary Tenzing Norgay | 17/2/1980                     | Krzysztof Wielicki Leszek Cichy                          | 3684               | 210        |
| K2                         | 8611 m (28.251 ft)    | Pakistan/ Trung Quốc | 31/7/1954        | Achille Compagnoni Lino Lacedelli |                               |                                                          | 284                | 66         |
| Kangchenjunga              | 8586 m (28.169 ft)    | Nepal/ Ấn Độ         | 25/5/1955        | George Band Joe Brown | 11/1/1986                     | Krzysztof Wielicki Jerzy Kukuczka                        | 209                | 40         |
| Lhotse                     | 8516 m (27.940 ft)    | Trung Quốc/ Nepal    | 18/5/1956        | Fritz Luchsinger Ernst Reiss | 31/12/1988                    | Krzysztof Wielicki                                       | 221                | 11         |
| Makalu                     | 8485 m (27.838 ft)    | Trung Quốc/ Nepal    | 15/5/1955        | Jean Couzy Lionel Terray | 09/2/2009                     | Simone Moro Denis Urubko                                 | 234                | 26         |
| Cho Oyu                    | 8201 m (26.906 ft)    | Trung Quốc/ Nepal    | 19/10/1954       | Joseph Joechler Pasang Dawa Lama Herbert Tichy | 12/2/1985                     | Maciej Berbeka Maciej Pawlikowski                        | 2668               | 39         |
| Dhaulagiri I               | 8167 m (26.795 ft)    | Nepal                | 13/5/1960        | Kurt Diemberger Peter Diener Nawang Dorje Nima Dorje Ernst Forrer Albin Schelbert | 21/1/1985                     | Andrzej Czok Jerzy Kukuczka                              | 358                | 58         |
| Manaslu                    | 8163 m (26,781 ft)    | Nepal                | 9/5/1956         | Toshio Imanishi Gyalzen Norbu | 14/1/1984                     | Maciej Berbeka Ryszard Gajewski                          | 297                | 53         |
| Nanga Parbat               | 8126 m (26,660 ft)    | Pakistan             | 03/1/1953        | Hermann Buhl |                               |                                                          | 287                | 64         |
| Annapurna I                | 8091 m (26.545 ft)    | Nepal                | 03/07/1950       | Maurice Herzog Louis Lachenal | 03/02/1987                    | Jerzy Kukuczka Artur Hajzer                              | 153                | 59         |
| Gasherbrum I (Đỉnh Hidden) | 8080 m (26.444 ft)    | Trung Quốc/ Pakistan | 05/7/1958        | Andrew Kauffman Pete Schoening | 09/03/2012                    | Adam Bielecki Janusz Gołąb                               | 265                | 25         |
| Broad Peak                 | 8051 m (26.414 ft)    | Trung Quốc/ Pakistan | 09/07/1957       | Fritz Wintersteller Marcus Schmuck Kurt Diemberger Hermann Buhl | 05/03/2013                    | Maciej Berbeka Adam Bielecki Tomasz Kowalski Artur Małek | 359                | 19         |
| Gasherbrum II              | 8034 m (26.358 ft)    | Trung Quốc/ Pakistan | 07/07/1956       | Fritz Moravec Josef Larch Hans Willenpart | 02/02/2011                    | Simone Moro Denis Urubko Cory Richards                   | 836                | 19         |
| Shishapangma               | 8027 m (26.335 ft)    | Trung Quốc           | 2/12/1964        | Hứa Cạnh (许竞) Trương Tuấn Nham (张俊岩) Vương Phú Châu (王富洲) Trần Sơn (陈山) Thành Thiên Lượng (成天亮) Ổ Tông Nhạc (邬宗岳) Sodnam Doji (索南多吉) Migmar Trashi (尼玛扎西) Doji (多吉) Yonten (云登) | 14/1/2005                     | Piotr Morawski Simone Moro                               | 274                | 23         |

## Những nhà leo núi được xác minh đã leo lên toàn bộ 14 đỉnh núi cao trên 8000 mét[6]
| Thứ hạng hoàn thành | Không cần bình O2 | Tên                    | Giai đoạn | Sinh | Tuổi hoàn thành | Quốc tịch         |  |
| ------------------- | ----------------- | ---------------------- | --------- | ---- | --------------- | ----------------- |  |
| 1                   | 1                 | Reinhold Messner       | 1970–1986 | 1944 | 42              | Người Ý           |  |
| 2                   |                   | Jerzy Kukuczka         | 1979–1987 | 1948 | 39              | Người Ba Lan      |  |
| 3                   | 2                 | Erhard Loretan         | 1982–1995 | 1959 | 36              | Người Thụy Sĩ     |  |
| 4                   | [ 7 ]             | Carlos Carsolio        | 1985–1996 | 1962 | 33              | Người Mexico      |  |
| 5                   |                   | Krzysztof Wielicki     | 1980–1996 | 1950 | 46              | Người Ba Lan      |  |
| 6                   | 3                 | Juanito Oiarzabal      | 1985–1999 | 1956 | 43              | Người Tây Ban Nha |  |
| 7                   |                   | Sergio Martini         | 1983–2000 | 1949 | 51              | Người Ý           |  |
| 8                   |                   | Park Young Seok        | 1993–2001 | 1963 | 38              | Người Hàn Quốc    |  |
| 9                   |                   | Um Hong-Gil            | 1988–2001 | 1960 | 40              | Người Hàn Quốc    |  |
| 10                  | 4                 | Alberto Iñurrategi     | 1991-2002 | 1968 | 33              | Người Tây Ban Nha |  |
| 11                  |                   | Han Wang-Yong          | 1994–2003 | 1966 | 37              | Người Hàn Quốc    |  |
| 12                  | 5                 | Ed Viesturs            | 1989–2005 | 1959 | 46              | Người Mỹ          |  |
| 13                  | 6                 | Silvio Mondinelli      | 1993–2007 | 1958 | 49              | Người Ý           |  |
| 14                  | 7                 | Ivan Vallejo           | 1997–2008 | 1959 | 49              | Người Ecuador     |  |
| 15                  | 8                 | Denis Urubko           | 2000–2009 | 1973 | 35              | Người Kazakhstan  |  |
| 16                  |                   | Ralf Dujmovits         | 1990–2009 | 1961 | 47              | Người Đức         |  |
| 17                  | 9                 | Veikka Gustafsson      | 1993–2009 | 1968 | 41              | Người Phần Lan    |  |
| 18                  |                   | Andrew Lock            | 1993–2009 | 1961 | 48              | Người Úc          |  |
| 19                  | 10                | João Garcia            | 1993–2010 | 1967 | 43              | Người Bồ Đào Nha  |  |
| 20                  |                   | Piotr Pustelnik        | 1990–2010 | 1951 | 58              | Người Ba Lan      |  |
| 21                  |                   | Edurne Pasaban         | 2001–2010 | 1973 | 36              | Người Tây Ban Nha |  |
| 22                  |                   | Abele Blanc            | 1992–2011 | 1954 | 56              | Người Ý           |  |
| 23                  |                   | Mingma Sherpa          | 2000–2011 | 1978 | 33              | Người Nepal       |  |
| 24                  | 11                | Gerlinde Kaltenbrunner | 1998–2011 | 1970 | 40              | Người Áo          |  |
| 25                  |                   | Vassily Pivtsov        | 2001–2011 | 1975 | 36              | Người Kazakhstan  |  |
| 26                  | 12                | Maxut Zhumayev         | 2001–2011 | 1977 | 34              | Người Kazakhstan  |  |
| 27                  |                   | Kim Jae-Soo            | 2000–2011 | 1961 | 50              | Người Hàn Quốc    |  |
| 28                  | 13                | Mario Panzeri          | 1988–2012 | 1964 | 48              | Người Ý           |  |
| 29                  |                   | Hirotaka Takeuchi      | 1995–2012 | 1971 | 41              | Người Nhật        |  |

### Tranh cãi
Tự tuyên bố, tuy nhiên không đưa ra đủ bằng chứng rằng đã leo lên đỉnh toàn bộ 14 đỉnh núi
| Tên                                   | Giai đoạn            | Năm sinh | Tuổi hoàn thành | Quốc tịch      |
| ------------------------------------- | -------------------- | -------- | --------------- | -------------- |
| Fausto De Stefani (Lhotse 1997)       | 1983–1998            | 1952     | 46              | Người Ý        |
| Alan Hinkes (Cho Oyu 1990)            | 1987–2005            | 1954     | 53              | Người Anh      |
| Vladislav Terzyul (Shishapangma 2000) | 1993–2002 (deceased) | 1953     | 49              | Người Ukraina  |
| Oh Eun-Sun (Kangchenjunga 2009)       | 1997–2010            | 1966     | 44              | Người Hàn Quốc |

## Hình ảnh

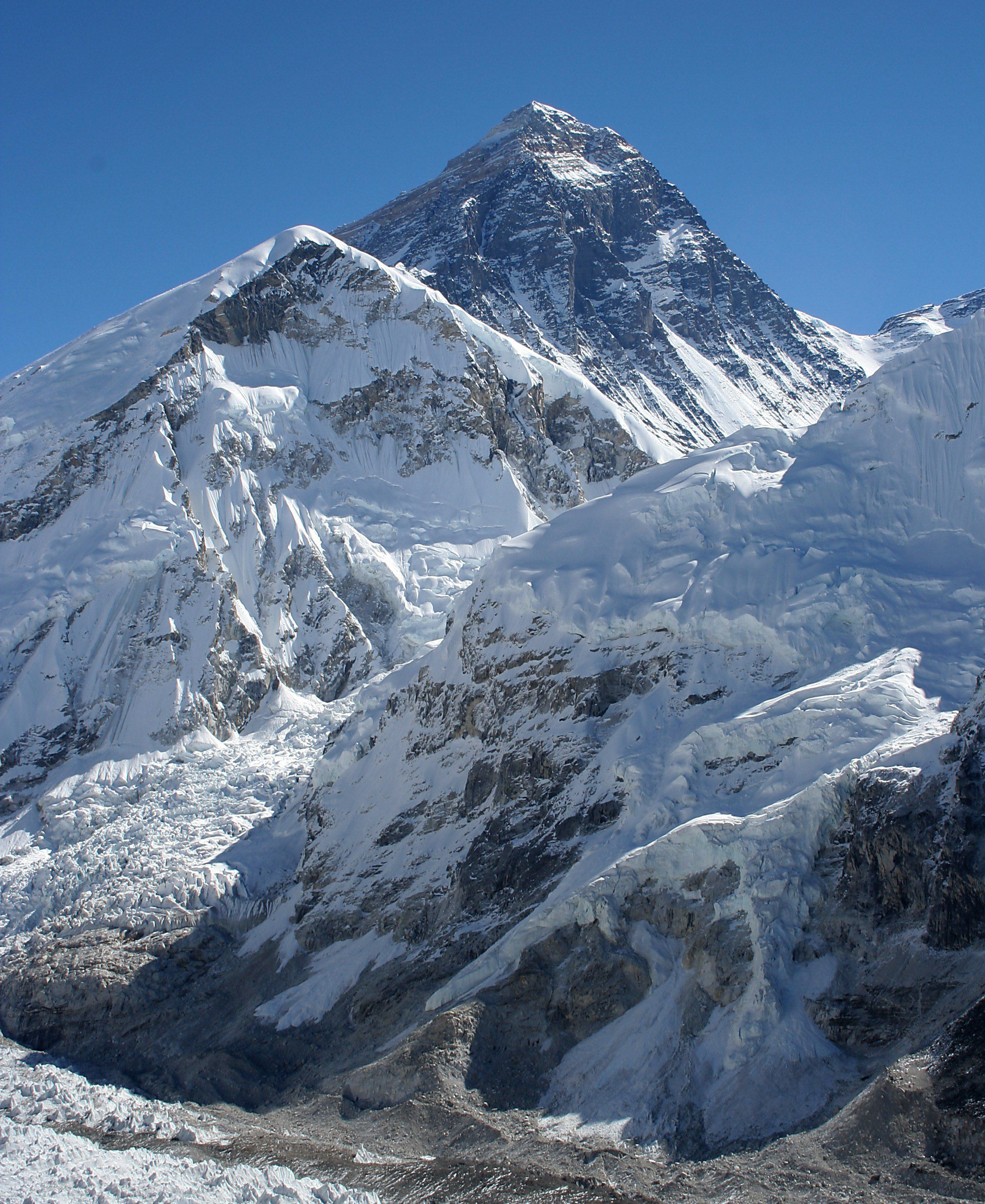
1. Everest
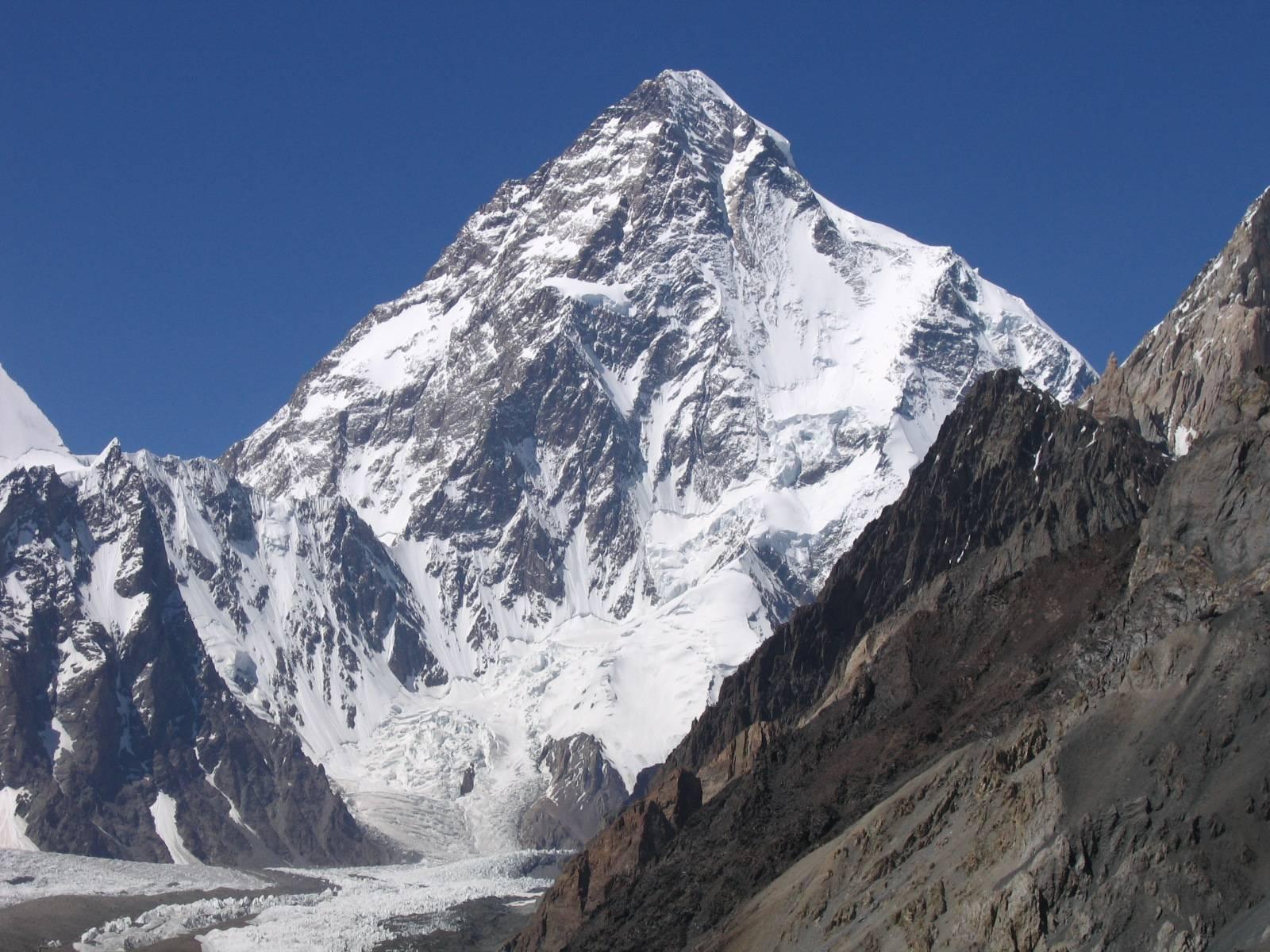
2. K2
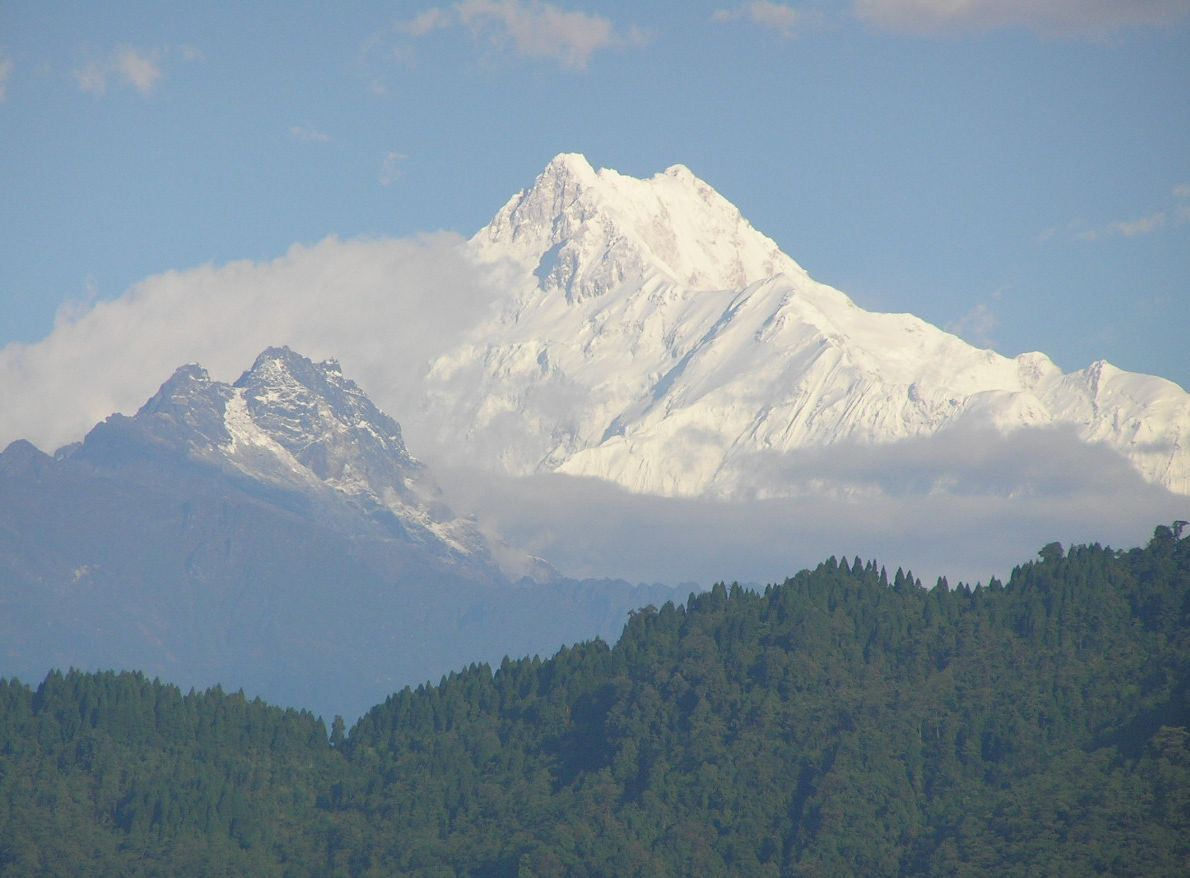
3. Kangchenjunga
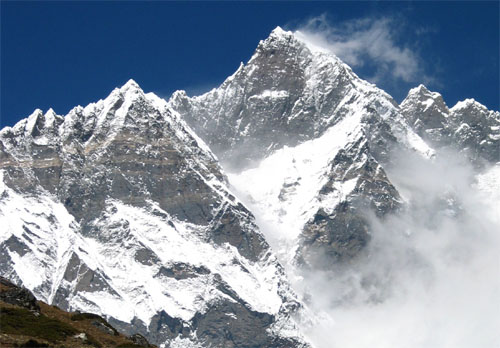
4. Lhotse
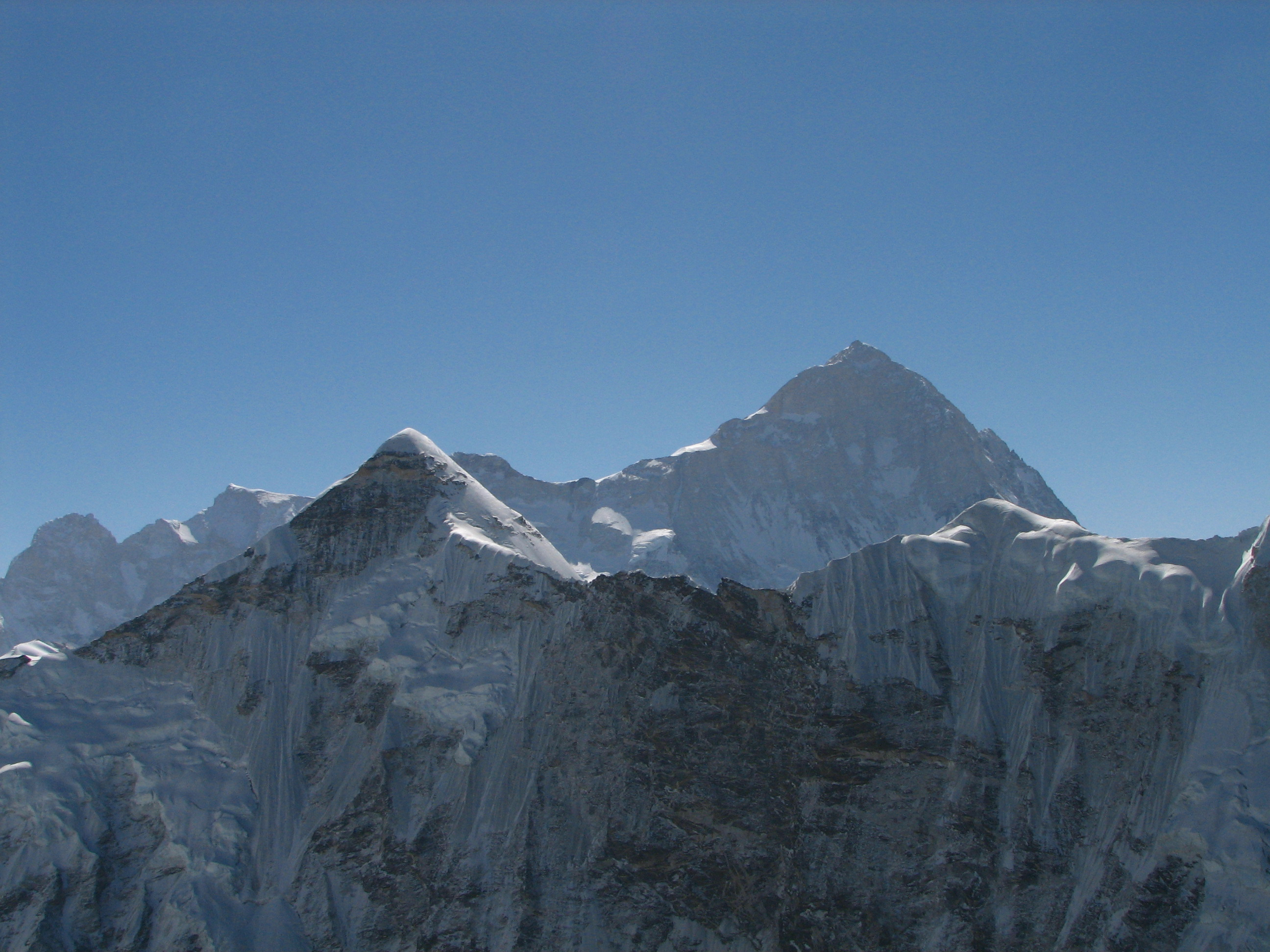
5. Makalu
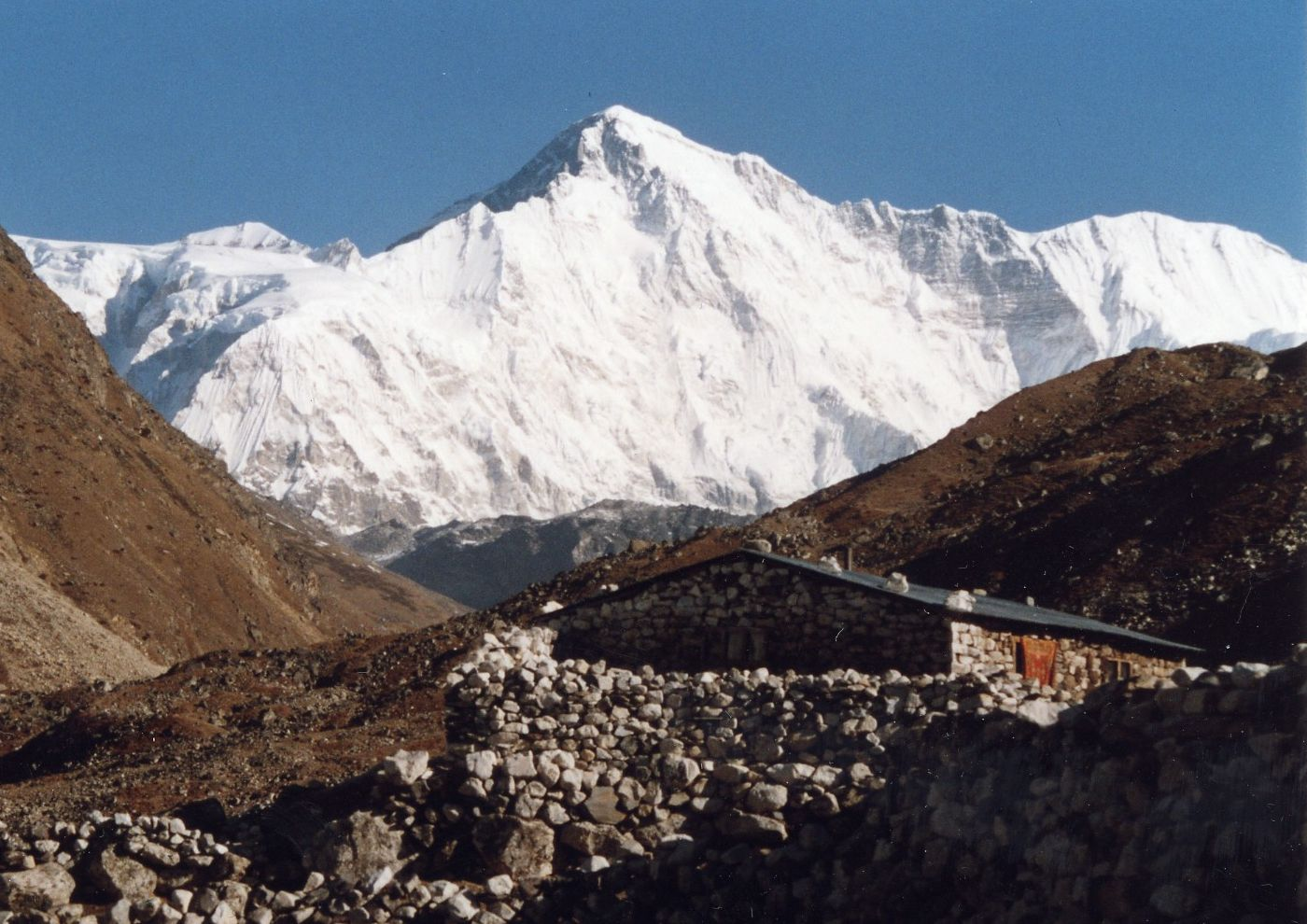
6. Cho Oyu
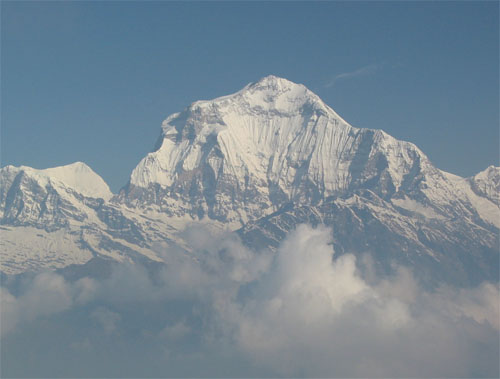
7. Dhaulagiri
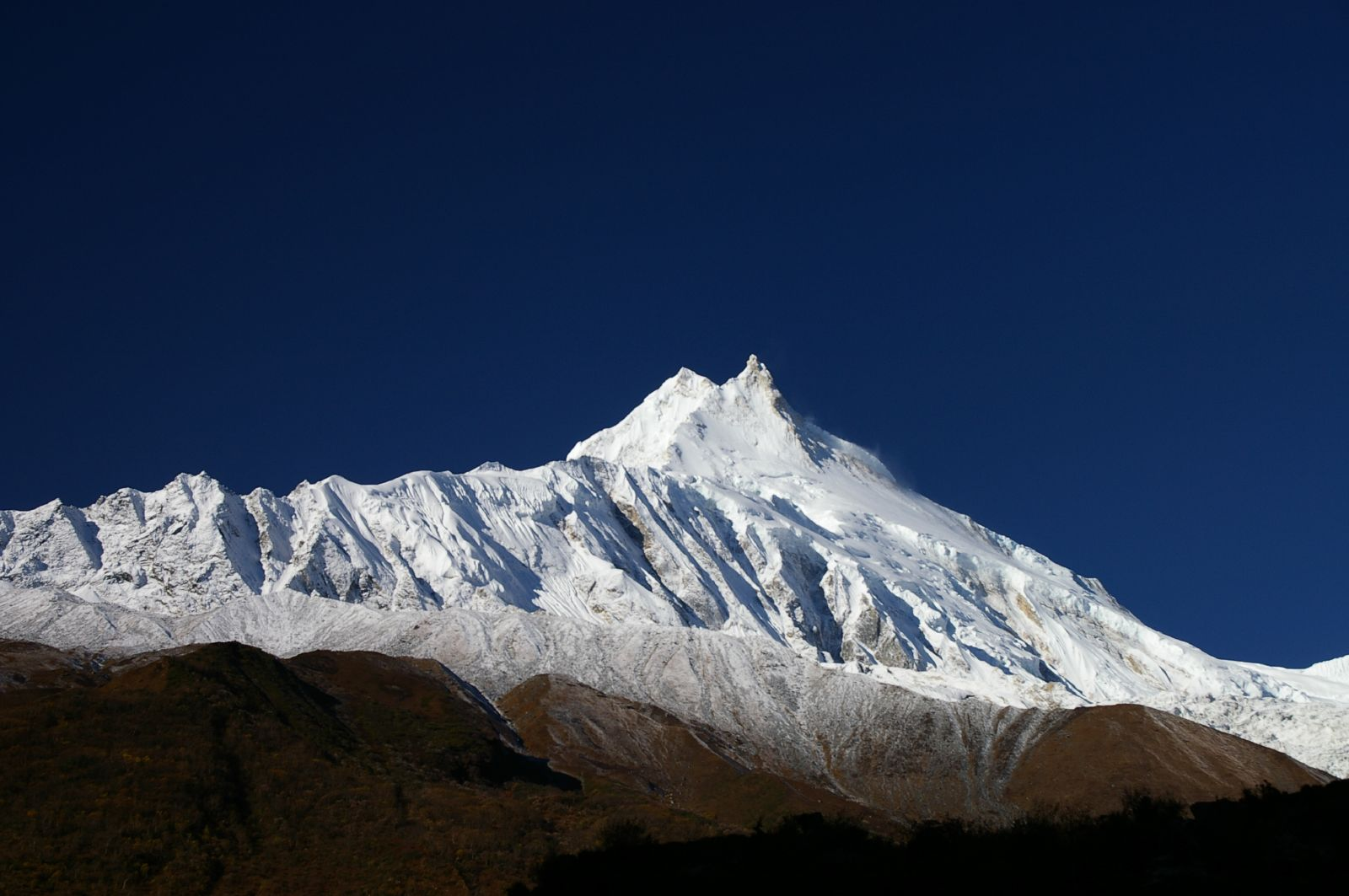
8. Manaslu
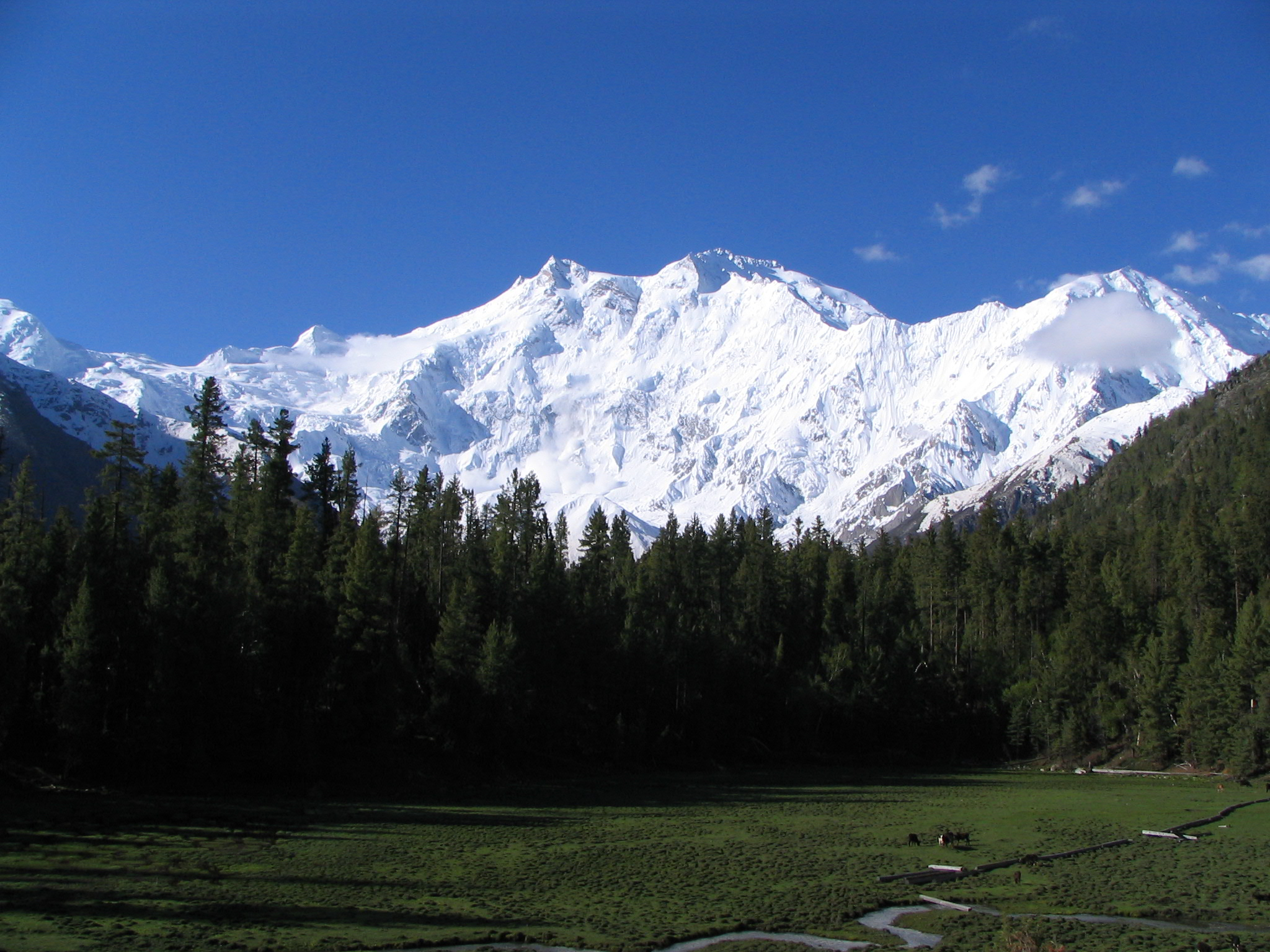
9. Nanga Parbat
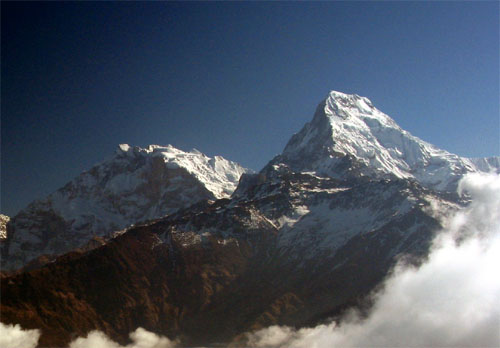
10. Annapurna
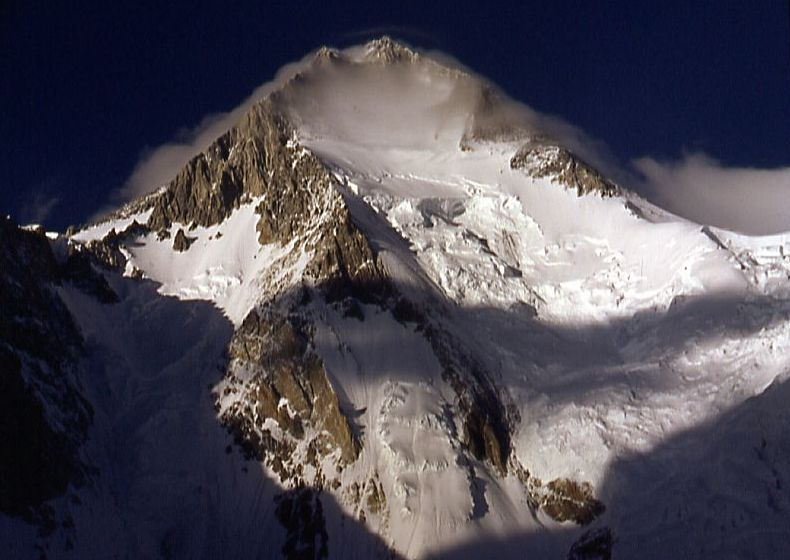
11. Gasherbrum I
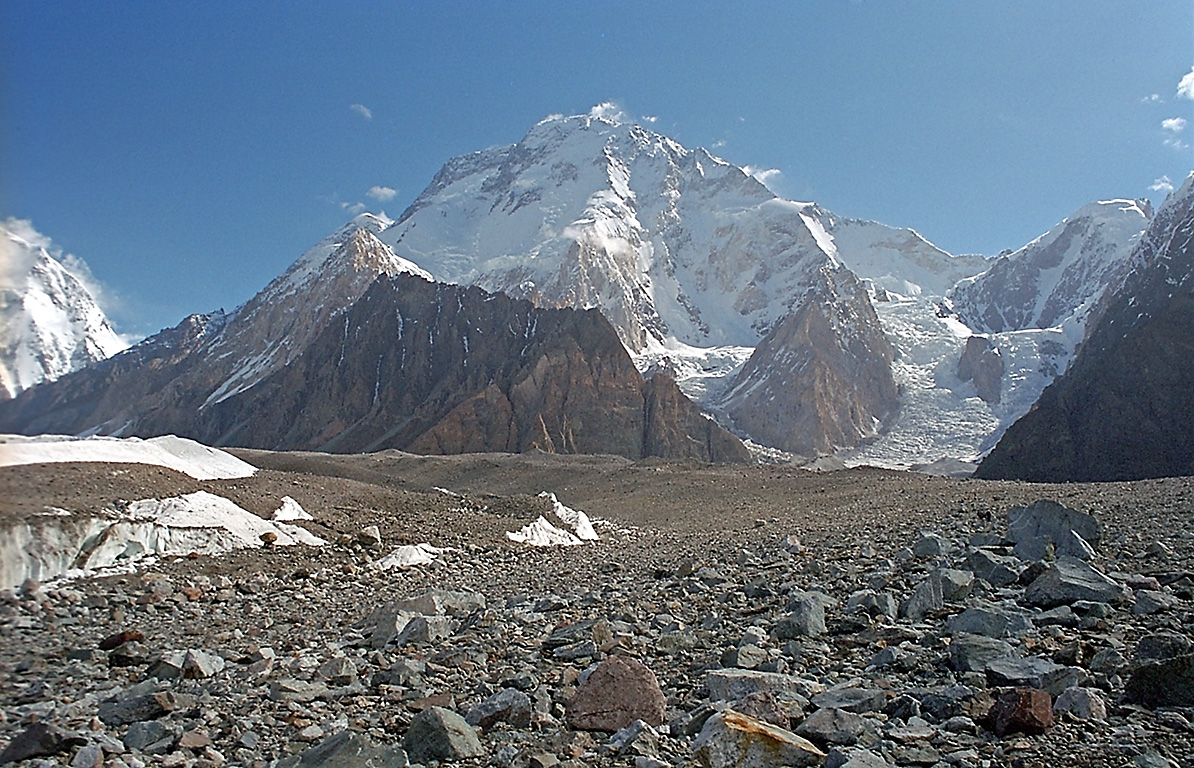
12. Broad Peak
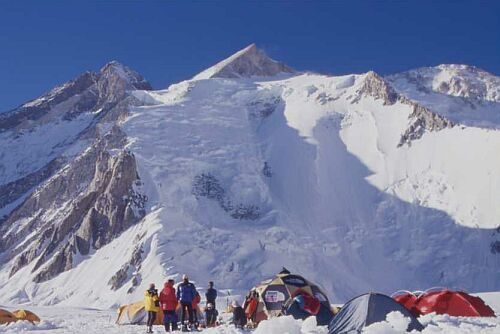
13. Gasherbrum II
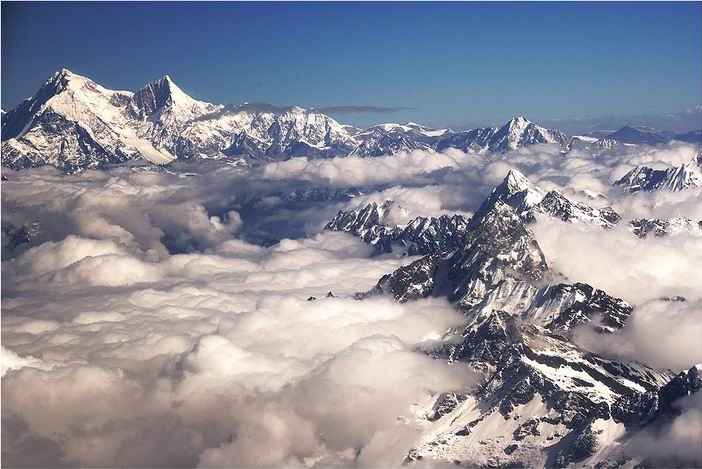
14. Shishapangma